# Astrodendrum laevigatum
Astrodendrum laevigatum is een slangster uit de familie Gorgonocephalidae.
De wetenschappelijke naam van de soort werd in 1897 gepubliceerd door René Koehler.